# Polsko-švédská válka (1600–1611)
Polsko–švédská válka (1600–1611) byla první válka mezi polsko-litevskou Republikou obou národů a Švédským královstvím ze série polsko-švédských válek o vládu nad Livonskem. Druhou příčinou války byl spor o švédský trůn mezi regentem a faktickým vládcem Švédska Karlem IX. (od roku 1604 švédským králem) a králem Republiky obou národů Zikmundem III. Zikmund III. byl švédským králem od roku 1592, vládu nad Švédskem však ztratil v občanské válce v letech 1598–1599.
Válku zahájilo roku 1600 vylodění švédského vojska v Estonsku a obsazení většiny Livonska. Sejm Republiky obou národů reagoval uvolněním prostředků pro armádu a odvoláním velitelů a oddílů z Moldávie. Polsko-litevská protiofenzíva v letech 1601–1602 vytlačila Švédy od Rigy na sever do Estonska. V letech 1604–1605 Švédové zahájili novou ofenzívu, ale slabší polsko-litevské vojsko pod velením Jana Karola Chodkiewicze roku 1605 rozdrtilo Švédy v bitvě u Kircholmu. Chodkiewicz však nebyl schopen využít vítězství, protože jeho vojáci se bouřili kvůli nevyplácení žoldu. Po období menších srážek Švédové zahájili další ofenzívu v letech 1608–1609, Chodkiewicz ji opět odrazil, nicméně opět nebyl schopen využít úspěch. Nakonec vyčerpané strany roku 1611 uzavřely příměří.